# Ophthalmitis abundantior
Ophthalmitis abundantior là một loài bướm đêm trong họ Geometridae.